# Stenalcidia rotunda
Stenalcidia rotunda är en fjärilsart som beskrevs av Louis Beethoven Prout 1910. Stenalcidia rotunda ingår i släktet Stenalcidia och familjen mätare. Inga underarter finns listade i Catalogue of Life.